# 17e étape du Tour d'Espagne 2012
La 17e étape du Tour d'Espagne 2012 s'est déroulée le mercredi 5 septembre 2012 entre Santander et Fuente Dé sur une distance de 187,3 km de course.

## Parcours de l'étape
La première moitié de parcours ne comporte aucune difficulté notable mais la grimpe commence au kilomètre 118 où s'enchaînent un col de catégorie 3 et immédiatement après, une pente de catégorie 2 d'une longueur de 5,7 kilomètres montrant une inclinaison de 7,6 %. La ligne d'arrivée se trouve au sommet d'une autre ascension de catégorie 2 assez atypique : très long à 17,3 kilomètres, ce col a une pente s'apparentant presque à un faux plat à 3,3 %.

## Déroulement de la course
Lors de la 17e étape, qui semblait pourtant la moins difficile des 10 arrivées au sommet, Alberto Contador fait basculer la course : il attaque à plus de 50 km de l'arrivée, dans le Collado de la Hoz, ce qui surprend Joaquim Rodríguez, sur lequel il parvient enfin à faire un écart. Il passe au sommet avec 30 secondes d'avance et profitant de la présence d'équipiers dans l'échappée, creuse l'écart dans la vallée, si bien qu'il arrive au pied de la dernière ascension du jour avec plus de 2 minutes d'avance sur le groupe Rodríguez. Ce dernier se voit obligé de faire le rythme derrière et, lorsque Valverde attaque, il perd du terrain. Devant, Contador profite de l'aide de son ancien équipier Paolo Tiralongo pour prendre plus de 2 minutes 30 secondes d'avance. Valverde parvient presque à revenir sur la tête de course mais Contador conserve 6 secondes d'avance sur la ligne d'arrivée pour remporter l'étape et le maillot rouge. Au général, Valverde est 2e à plus de 1 minute 40 secondes, Rodríguez recule à la troisième place, à plus de 2 minutes 30 secondes, et perd la Vuelta.

## Classement de l'étape
| Classement de l'étape | Classement de l'étape | Classement de l'étape | Classement de l'étape  | Classement de l'étape |
|                       | Coureur               | Pays                  | Équipe                 | Temps                 |
| --------------------- | --------------------- | --------------------- | ---------------------- | --------------------- |
| 1er                   | Alberto Contador      | ESP                   | Saxo Bank-Tinkoff Bank | en 4 h 29 min 20 s    |
| 2e                    | Alejandro Valverde    | ESP                   | Movistar               | + 6 s                 |
| 3e                    | Sergio Henao          | COL                   | Sky                    | + 6 s                 |
| 4e                    | Gorka Verdugo         | ESP                   | Euskaltel-Euskadi      | + 6 s                 |
| 5e                    | Rinaldo Nocentini     | ITA                   | AG2R La Mondiale       | + 19 s                |
| 6e                    | Jan Bakelants         | BEL                   | RadioShack-Nissan      | + 55 s                |
| 7e                    | Beñat Intxausti       | ESP                   | Movistar               | + 1 min 13 s          |
| 8e                    | Alexandre Geniez      | FRA                   | Argos-Shimano          | + 1 min 40 s          |
| 9e                    | Paolo Tiralongo       | ITA                   | Astana                 | + 2 min 13 s          |
| 10e                   | Joaquim Rodríguez     | ESP                   | Katusha                | + 2 min 38 s          |
| modifier              |                       |                       |                        |                       |

## Classement général
| Classement général | Classement général | Classement général | Classement général     | Classement général |
|                    | Coureur            | Pays               | Équipe                 | Temps              |
| ------------------ | ------------------ | ------------------ | ---------------------- | ------------------ |
| 1er                | Alberto Contador   | ESP                | Saxo Bank-Tinkoff Bank | en 68 h 7 min 54 s |
| 2e                 | Alejandro Valverde | ESP                | Movistar               | + 1 min 52 s       |
| 3e                 | Joaquim Rodríguez  | ESP                | Katusha                | + 2 min 28 s       |
| 4e                 | Christopher Froome | GBR                | Sky                    | + 9 min 40 s       |
| 5e                 | Daniel Moreno      | ESP                | Katusha                | + 11 min 36 s      |
| 6e                 | Robert Gesink      | NED                | Rabobank               | + 12 min 6 s       |
| 7e                 | Laurens ten Dam    | NED                | Rabobank               | + 12 min 55 s      |
| 8e                 | Andrew Talansky    | USA                | Garmin-Sharp           | + 13 min 6 s       |
| 9e                 | Igor Antón         | ESP                | Euskaltel-Euskadi      | + 13 min 49 s      |
| 10e                | Beñat Intxausti    | ESP                | Movistar               | + 14 min 10 s      |
| modifier           |                    |                    |                        |                    |

## Classements annexes

### Classement par points
| Classement par points | Classement par points | Classement par points | Classement par points  | Classement par points |
| --------------------- | --------------------- | --------------------- | ---------------------- | --------------------- |
|                       | Coureur               | Pays                  | Équipe                 | Point(s)              |
| 1er                   | Joaquim Rodríguez     | ESP                   | Katusha                | 170 points            |
| 2e                    | Alejandro Valverde    | ESP                   | Movistar               | 159 pts               |
| 3e                    | Alberto Contador      | ESP                   | Saxo Bank-Tinkoff Bank | 152 pts               |
| modifier              |                       |                       |                        |                       |

### Classement du meilleur grimpeur
| Classement du meilleur grimpeur | Classement du meilleur grimpeur | Classement du meilleur grimpeur | Classement du meilleur grimpeur | Classement du meilleur grimpeur |
| ------------------------------- | ------------------------------- | ------------------------------- | ------------------------------- | ------------------------------- |
|                                 | Coureur                         | Pays                            | Équipe                          | Point(s)                        |
| 1er                             | Simon Clarke                    | AUS                             | Orica-GreenEDGE                 | 38 points                       |
| 2e                              | Joaquim Rodríguez               | ESP                             | Katusha                         | 36 pts                          |
| 3e                              | Thomas De Gendt                 | BEL                             | Vacansoleil-DCM                 | 33 pts                          |
| modifier                        |                                 |                                 |                                 |                                 |

### Classement du combiné
| Classement du combiné | Classement du combiné | Classement du combiné | Classement du combiné  | Classement du combiné |
| --------------------- | --------------------- | --------------------- | ---------------------- | --------------------- |
|                       | Coureur               | Pays                  | Équipe                 | Point(s)              |
| 1er                   | Joaquim Rodríguez     | ESP                   | Katusha                | 6 points              |
| 2e                    | Alejandro Valverde    | ESP                   | Movistar               | 8 pts                 |
| 3e                    | Alberto Contador      | ESP                   | Saxo Bank-Tinkoff Bank | 9 pts                 |
| modifier              |                       |                       |                        |                       |

### Classement par équipes
| Classement général par équipes | Classement général par équipes | Classement général par équipes | Classement général par équipes |
|                                | Équipe                         | Pays                           | Temps                          |
| ------------------------------ | ------------------------------ | ------------------------------ | ------------------------------ |
| 1re                            | Movistar                       | Espagne                        | en 204 h 11                    |
| 2e                             | Euskaltel-Euskadi              | Espagne                        | + 17 min 36 s                  |
| 3e                             | Rabobank                       | Pays-Bas                       | + 25 min 16 s                  |
| modifier                       |                                |                                |                                |

## Abandons
- Rob Ruijgh (Vacansoleil-DCM) : abandon
- Joost van Leijen (Lotto-Belisol) : abandon